# 中国银行业监督管理委员会
中国银行业监督管理委员会（简称中国银监会，缩写为），是已撤销的中华人民共和国国务院正部级直属事业单位，负责银行业监督管理，是法定的国务院银行业监督管理机构。2003年4月成立。2018年并入新组建的中国银行保险监督管理委员会。

## 沿革
2003年4月成立。2018年3月撤销。
2018年3月17日第十三届全国人民代表大会第一次会议通过《第十三届全国人民代表大会第一次会议关于国务院机构改革方案的决定》，批准《国务院机构改革方案》。方案规定：“组建中国银行保险监督管理委员会。将中国银行业监督管理委员会和中国保险监督管理委员会的职责整合，组建中国银行保险监督管理委员会，作为国务院直属事业单位。将中国银行业监督管理委员会和中国保险监督管理委员会拟订银行业、保险业重要法律法规草案和审慎监管基本制度的职责划入中国人民银行。不再保留中国银行业监督管理委员会、中国保险监督管理委员会。”

## 职责
1. 依照法律、行政法规制定并发布对银行业金融机构及其业务活动监督管理的规章、规则；
2. 依照法律、行政法规规定的条件和程序，审查批准银行业金融机构的设立、变更、终止以及业务范围；
3. 对银行业金融机构的董事和高级管理人员实行任职资格管理；
4. 依照法律、行政法规制定银行业金融机构的审慎经营规则；
5. 对银行业金融机构的业务活动及其风险状况进行非现场监管，建立银行业金融机构监督管理信息系统，分析、评价银行业金融机构的风险状况；
6. 对银行业金融机构的业务活动及其风险状况进行现场检查，制定现场检查程序，规范现场检查行为；
7. 对银行业金融机构实行并表监督管理；
8. 会同有关部门建立银行业突发事件处置制度，制定银行业突发事件处置预案，明确处置机构和人员及其职责、处置措施和处置程序，及时、有效地处置银行业突发事件；
9. 负责统一编制全国银行业金融机构的统计数据、报表，并按照国家有关规定予以公布；对银行业自律组织的活动进行指导和监督；
10. 开展与银行业监督管理有关的国际交流、合作活动；
11. 对已经或者可能发生信用危机，严重影响存款人和其他客户合法权益的银行业金融机构实行接管或者促成机构重组；
12. 对有违法经营、经营管理不善等情形银行业金融机构予以撤销；
13. 对涉嫌金融违法的银行业金融机构及其工作人员以及关联行为人的账户予以查询；对涉嫌转移或者隐匿违法资金的申请司法机关予以冻结；
14. 对擅自设立银行业金融机构或非法从事银行业金融机构业务活动予以取缔；
15. 负责国有重点银行业金融机构监事会的日常管理工作；
16. 承办国务院交办的其他事项[4]。

## 机构设置

### 内设部门
- 办公厅
- 政策研究局
- 审慎规制局
- 现场检查局
- 法规部
- 银行业普惠金融工作部
- 信息科技监管部
- 创新监管部
- 消费者保护局
- 政策性银行监管部
- 大型商业银行监管部
- 全国股份制商业银行监管部
- 城市商业银行监管部
- 农村中小金融机构监管部
- 外资银行监管部
- 信托监督管理部
- 非银行金融机构监管部
- 处置非法集资办公室
- 财会部
- 国际部
- 监察局
- 人事部
- 宣传工作部
- 机关党委
- 党校
- 系统工会
- 中央金融团工委（系统团委）
- 机关服务中心[4][5]

### 派出机构
中国银监会在各省、自治区、直辖市、计划单列市共设有36个派出机构。中国银监会对派出机构实行垂直领导。派出机构统称“中国银行业监督管理委员会某地监管局”，简称“某地银监局”。例如，中国银行业监督管理委员会甘肃监管局，简称“甘肃银监局”。
- 中国银行业监督管理委员会北京监管局
- 中国银行业监督管理委员会天津监管局
- 中国银行业监督管理委员会河北监管局
- 中国银行业监督管理委员会山西监管局
- 中国银行业监督管理委员会内蒙古监管局
- 中国银行业监督管理委员会辽宁监管局
- 中国银行业监督管理委员会吉林监管局
- 中国银行业监督管理委员会黑龙江监管局
- 中国银行业监督管理委员会上海监管局
- 中国银行业监督管理委员会江苏监管局
- 中国银行业监督管理委员会浙江监管局（2003年10月16日成立[6]）
- 中国银行业监督管理委员会安徽监管局
- 中国银行业监督管理委员会福建监管局
- 中国银行业监督管理委员会江西监管局
- 中国银行业监督管理委员会山东监管局
- 中国银行业监督管理委员会河南监管局
- 中国银行业监督管理委员会湖北监管局
- 中国银行业监督管理委员会湖南监管局
- 中国银行业监督管理委员会广东监管局
- 中国银行业监督管理委员会广西监管局
- 中国银行业监督管理委员会海南监管局
- 中国银行业监督管理委员会重庆监管局
- 中国银行业监督管理委员会四川监管局
- 中国银行业监督管理委员会贵州监管局
- 中国银行业监督管理委员会云南监管局
- 中国银行业监督管理委员会西藏监管局
- 中国银行业监督管理委员会陕西监管局
- 中国银行业监督管理委员会甘肃监管局
- 中国银行业监督管理委员会青海监管局
- 中国银行业监督管理委员会宁夏监管局
- 中国银行业监督管理委员会新疆监管局
- 中国银行业监督管理委员会大连监管局
- 中国银行业监督管理委员会宁波监管局
- 中国银行业监督管理委员会厦门监管局
- 中国银行业监督管理委员会青岛监管局
- 中国银行业监督管理委员会深圳监管局[4]

## 历任领导
| 主席 - 刘明康（2003年3月－2011年10月） - 尚福林（2011年10月－2017年2月） - 郭树清（2017年2月－2018年3月） 副主席 ...... - 蔡鄂生（2005年12月－2013年5月） - 王兆星（2007年12月－2018年3月） - 曹宇（2014年12月－2018年3月） - 周亮（2017年11月－2018年3月） - 祝树民（2017年8月－2018年3月） 主席助理 - 王兆星（2005年6月－2007年12月） | 党委书记 - 刘明康（2005年4月－2011年10月） - 尚福林（2011年10月－2017年2月） - 郭树清（2017年2月－2018年3月） 党委副书记 - 刘明康（2003年3月－2005年4月） 党委委员 - 王兆星（2005年6月－2018年3月） - 曹宇（2014年12月－2018年3月） - 周亮（2017年11月－2018年3月） - 祝树民（2017年8月－2018年3月） - 李欣然（2017年9月－2018年3月，驻委纪检组组长） |

## 中央纪委驻中国银行业监督管理委员会纪检组
| 组长 - 杜金富（2015年12月－2017年9月） - 李欣然（2017年9月－2018年3月） 副组长 | 正局级纪律检查员 副局级纪律检查员 |

## 相关法律
- 《中华人民共和国银行业监督管理法》（2003年12月27日第十届全国人民代表大会常务委员会第六次会议通过　根据2006年10月31日第十届全国人民代表大会常务委员会第二十四次会议《关于修改〈中华人民共和国银行业监督管理法〉的决定》修正）
  - 第二条：“国务院银行业监督管理机构负责对全国银行业金融机构及其业务活动监督管理的工作。
本法所称银行业金融机构，是指在中华人民共和国境内设立的商业银行、城市信用合作社、农村信用合作社等吸收公众存款的金融机构以及政策性银行。
对在中华人民共和国境内设立的金融资产管理公司、信托投资公司、财务公司、金融租赁公司以及经国务院银行业监督管理机构批准设立的其他金融机构的监督管理，适用本法对银行业金融机构监督管理的规定。
国务院银行业监督管理机构依照本法有关规定，对经其批准在境外设立的金融机构以及前二款金融机构在境外的业务活动实施监督管理。”

- 《中华人民共和国商业银行法》（1995年5月10日第八届全国人民代表大会常务委员会第十三次会议通过　根据2003年12月27日第十届全国人民代表大会常务委员会第六次会议《关于修改〈中华人民共和国商业银行法〉的决定》修正）
  - 第十条：“商业银行依法接受国务院银行业监督管理机构的监督管理，但法律规定其有关业务接受其他监督管理部门或者机构监督管理的，依照其规定。”
  - 第十一条：“设立商业银行，应当经国务院银行业监督管理机构审查批准。未经国务院银行业监督管理机构批准，任何单位和个人不得从事吸收公众存款等商业银行业务，任何单位不得在名称中使用‘银行’字样。”